# Otmar Gutmann
Otmar Gutmann (Münstertal, 24 aprile 1937 – Russikon, 13 ottobre 1993) è stato un regista, produttore televisivo e animatore tedesco.

## Biografia
Nato nel 1937 in Germania, è conosciuto principalmente per aver creato la storica serie animata Pingu e aver fondato nel 1990 lo studio di animazione Trickfilmstudio, che cambiò nome l'anno successivo in Pingu Filmstudio e nel 1998 fu rinominato The Pygos Group. Divenne famoso proprio per la serie del piccolo pinguino, durata dal 1990 al 2000 (produzione Svizzera) e dal 2003 al 2006 (produzione Inglese), tuttora in onda su vari canali. 
Gutmann è morto nel 1993 in Svizzera per via di un tumore.